# Schwangerschaftszeichen
Schwangerschaftszeichen zeigen das Vorliegen einer Schwangerschaft an. Man unterscheidet zwischen unsicheren und sicheren Schwangerschaftszeichen als Anzeichen für eine eingetretene Schwangerschaft. Die unsicheren Schwangerschaftszeichen können außerdem in unspezifische ("Allgemeinsymptome") und spezifische (auf den weiblichen Geschlechtstrakt oder Zyklus bezogene) Symptome unterschieden werden. Einige der unsicheren Zeichen können auch bei einer Scheinschwangerschaft auftreten. Da manche Anzeichen auch auf eine Erkrankung hinweisen können, sollten sie im Zweifelsfall ärztlich abgeklärt werden.

## Unsichere, unspezifische Schwangerschaftszeichen
Zeichen, die auf das Empfinden der Frau, bzw. Empfindungen in ihrem Gesamtorganismus zurückgehen. Viele dieser Symptome können auch durch die Ovulation oder ein prämenstruelles Syndrom ausgelöst werden.
- Übelkeit und Erbrechen (im Extremfall Hyperemesis gravidarum)[1]
- Veränderungen von Geruchs- und Geschmackswahrnehmung
- "Abnorme" Gelüste und Heißhungerattacken
- vermehrter Speichelfluss und häufigeres Zahnfleischbluten
- vermehrter Ausfluss (Fluor vaginalis)
- Schwindel und Benommenheit
- Vergrößerung und Spannungsgefühl der Brüste[2]
- Verfärbung der Brustwarzen und Steigerung der Empfindlichkeit
- häufiges Wasserlassen (Pollakisurie)[3]
- Verstopfung
- vermehrtes Schlafbedürfnis und Fatigue
- Kopfschmerzen, Migräne
- Einnistungsblutung (um die 3. SSW, 6–10 Tage nach dem Eisprung)
- Einnistungsschmerz[4] (ähnlich dem Mittelschmerz)

## Unsichere, spezifische Schwangerschaftszeichen
Zeichen, die eine Schwangerschaft möglich erscheinen lassen, ohne jedoch einen direkten Nachweis zu erbringen. Sie beruhen auf Anamnese und Untersuchung.
- Ausbleiben der erwarteten Menstruation
- erhöhte Basaltemperatur über einen Zeitraum von mehr als 18 Tagen
- gynäkologische Zeichen, z. B. Veränderungen am Muttermund wie Hegar-, Gauss-, Osiander- und  Pschyrembel-Zeichen
- Lividität (bläuliche Färbung) der Vagina und Schamlippen (labhardtsches Zeichen, Stieve-Zeichen)
- Spürbare Pulsation der uterinen Arterie[5]

## Sichere Schwangerschaftszeichen
Schwangerschaftszeichen, die vom Kind ausgehen:
- Nachweis von Fruchtblase oder Embryo mittels Ultraschall ab der 5. Schwangerschaftswoche (SSW)
- Nachweis von β-HCG mittels qualitativem Schnelltest ("positiver Schwangerschaftstest")[6] oder quantitativem Immunoassay
- Nachweis embryonaler Herztätigkeit mit der Ultraschalluntersuchung (ab 7.–8. SSW)
- Kindsbewegungen (ab 18.–20. SSW)
- Hören der kindlichen Herztöne (ab ca. 18. SSW)
- Fühlen von Kindsteilen durch die Bauchdecke hindurch (ab 18. SSW)

## Weiterführende Links
- Babybauch Blog - frühe Schwangerschaftsanzeichen
- Urbia - Schwangerschaftsanzeichen